# Hypsilurus nigrigularis
Hypsilurus nigrigularis — вид ігуаноподібних ящірок родини агамових (Agamidae). Ендемік Індонезії.

## Поширення і екологія
Hypsilurus nigrigularis відомі за типовим зразком, зібраним на південному узбережжі затоки Чендравасіх. Вони живуть у вологих рівнинних тропічних лісах.